# 맥스 햄버거

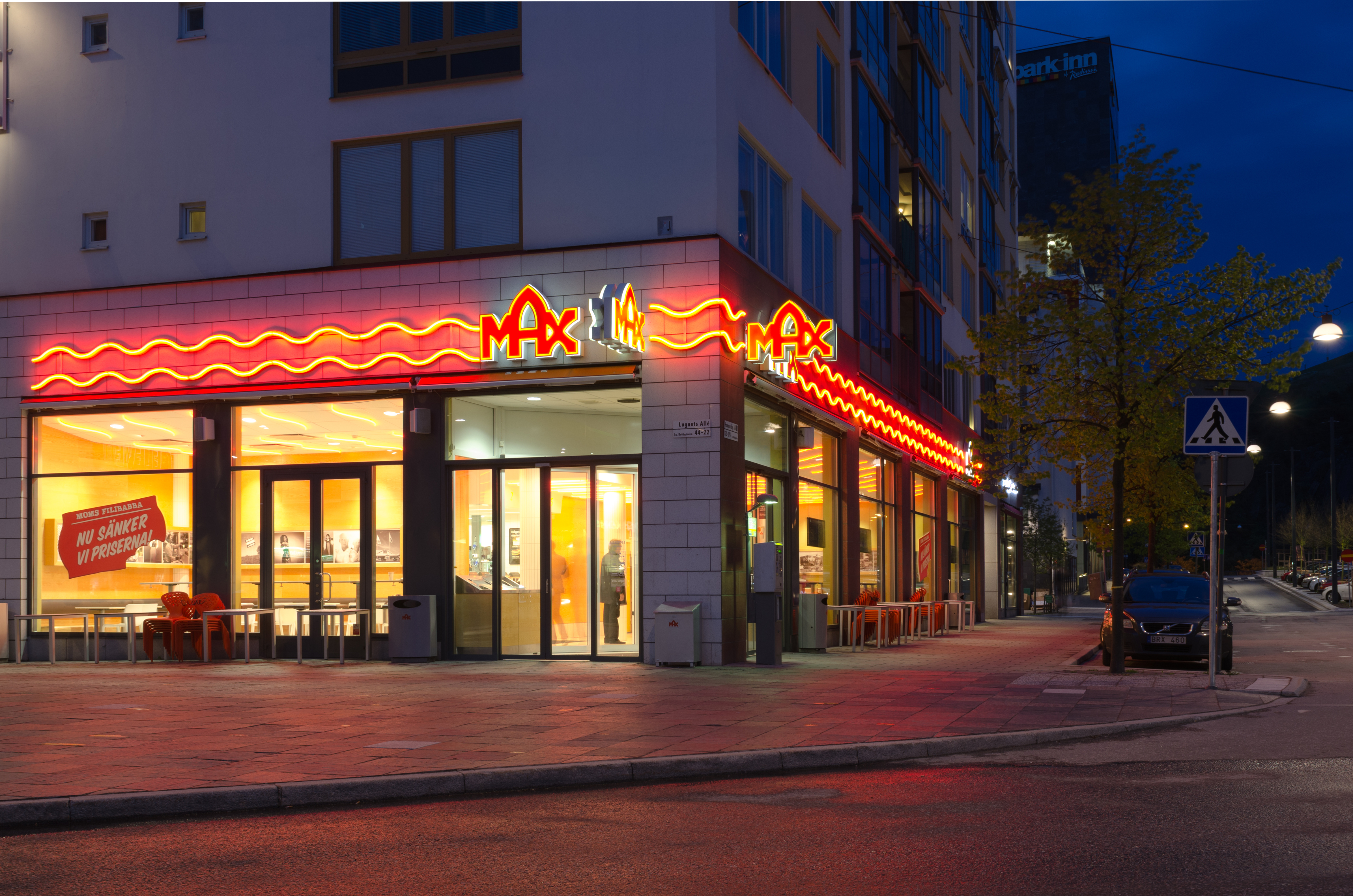
스톡홀름에 있는 막스 햄버거 매장

막스 햄버거(스웨덴어: Max Hamburgerrestauranger)는 스웨덴의 햄버거 전문 패스트 푸드 체인점이다. 1968년에 처음으로 문을 열었으며, 현재 80여개의 매장을 운영하고 있다.